# Hal Riney
Hal Patrick Riney (* 17. Juli 1932 in Seattle, Washington; † 24. März 2008 in San Francisco, Kalifornien) war ein US-amerikanischer Werbetexter, Art Director sowie Produzent des oscarnominierten Dokumentarfilms Somebody Waiting aus dem Jahre 1972. Er galt als einer der führenden Werbetexter der Vereinigten Staaten und war in seiner Tätigkeit sogar für US-Präsident Ronald Reagan im Einsatz.

## Leben
Der in Seattle geborene und in Longview, WA aufgewachsene Hal Patrick Riney war Sohn eines Cartoonists, Schriftstellers, Zeitungsverlegers, Schauspielers, Geschäftsmanns und Spielers sowie einer Lehrerin. Nachdem er 1954 den Abschluss an der University of Washington machte und danach für zwei Jahre bei der United States Army Öffentlichkeitsarbeit in Italien ableistete, begann seine Karriere in der Werbebranche. 
Er begann bei BBDO am Standort San Francisco und arbeitete sich dort von der Poststelle bis 1965 hin zum Chef-Art Director durch. 1968 stieg Riney zum Creative Director der Werbeagentur auf. Zwei Jahre später engagierte er unter anderem den bekannten US-amerikanischen Songwriter Paul Williams einen Song für die Crocker National Bank zu schreiben. Gleich im Anschluss darauf wurde schließlich von den Carpenters der Song We've Only Just Begun aufgenommen und noch im gleichen Jahr publiziert. Der thematisch auf Hochzeit ausgerichtete Werbespot wurde schließlich im Spätwinter 1970 erstmals gezeigt und sollte vor allem junge Menschen auf die Bank aufmerksam machen, die passend zum Lied auch gerade eine Werbekampagne in diese Richtung durchführte. Zuvor sprach sich die Bank gegen einen konventionellen Jingle aus, wie er bereits zu dieser Zeit in den meisten Werbespots zu hören war. Im Jahre 1976 kam Riney zu Ogilvy & Mather, denen er verhalf ihren Standort an der Westküste von Grund auf neu aufzubauen. Im Jahre 1984 schuf Riney, der für seine markante und tiefe Stimme bekannt war, die beiden Werbespots Morning in America und Bear in the woods, die Teil der Fernsehwerbung waren, die für Ronald Reagan bei der Präsidentschaftswahl in den Vereinigten Staaten 1984 produziert wurde. Bei beiden Spots war der Werbetexter auch für das Voice-over zuständig.
Nach der Erschaffung einer Werbekampagne für Bartles & Jaymes (E & J Gallo Winery), für die Hal Riney innerhalb von drei Jahren 143 verschiedene Werbespots schrieb und damit einen Rekord in der Werbeindustrie aufstellte, trat er in seiner Tätigkeit in der Werbebranche zurück. Bald darauf trat er wieder in den Vordergrund, als die Saturn Corporation am Markt eingeführt wurde. Neben seiner Tätigkeit in der Werbung agierte Riney über Jahre als public address announcer (Stadionsprecher) für die San Francisco 49ers. Des Weiteren wurde der Gründer der heute noch bestehenden und bedeutenden Werbeagentur Publicis & Hal Riney vom Magazin Advertising Age auf Platz 30 der 100 Personen des 20. Jahrhunderts gewählt. 2001 wurde er in die American Advertising Federation Hall of Fame eingeführt. Im Laufe der Zeit war Riney mit seiner eigenen Agentur für viele bekannte Marken und Firmen im Einsatz, unter anderem für Sprint Nextel, die Crocker National Bank, die Mineralwassermarke Perrier, den Autovermieter Alamo Rent A Car, die Biermarke Henry Weinhard's, die First Union Corporation, die Fast-Food-Kette Subway sowie für die E & J Gallo Winery. Im 1998 wurde die Agentur schließlich an Publicis Groupe verkauft.
Nachdem er sich bis zum Ende hin immer mehr aus der Werbebranche zurückgezogen hatte, verstarb Riney am 24. März 2008 in San Francisco an den Folgen seiner Krebserkrankung. Seine erfolgreiche Karriere dauerte knapp 50 Jahre an. Unter anderem wurde Riney 1972 für den Dokumentar-Kurzfilm Somebody Waiting neben Woody Omens und Dick Snider als Produzent für den Oscar in der Kategorie Bester Dokumentar-Kurzfilm nominiert. Am Ende konnte sich der Film allerdings nicht gegen Centinelas del silencio durchsetzen. Neben hunderten Preisen, die Riney für seine Kampagnen und Werbespots erhielt, gewann er insgesamt 19 Clio Awards. Als das Magazin Advertising Age die 100 besten Werbekampagnen des 20. Jahrhunderts bekanntgab, fanden sich darunter gleich drei von Riney inszenierte Kampagnen (auf den Plätzen 37, 44 und 88). Berichten zufolge soll Riney im Laufe seiner Karriere nicht weniger als 28 verschiedene Werbeagenturen gegründet haben, mit denen er zumeist große Erfolge verzeichnen konnte. Bereits 1994 wurde Riney, der Erfolge in New York, Chicago, San Francisco oder Cannes feierte, in die Creative Hall of Fame aufgenommen.